# Effetto fotovoltaico

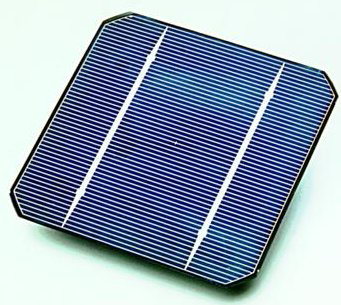
Cella fotovoltaica

In fisica dello stato solido l'effetto fotovoltaico è il fenomeno fisico di interazione radiazione-materia che si realizza quando un elettrone presente nella banda di valenza di un materiale (generalmente semiconduttore) passa alla banda di conduzione a causa dell'assorbimento di un fotone sufficientemente energetico incidente sul materiale.

## Descrizione

### Aspetti teorici
L'effetto fotovoltaico, osservato per la prima volta da Alexandre Edmond Becquerel nel 1839, costituisce una delle prove indirette della natura corpuscolare delle onde elettromagnetiche. La teoria fisica che spiega l'effetto fotoelettrico, del quale l'effetto fotovoltaico rappresenta una sottocategoria, fu pubblicata nel 1905 da Albert Einstein che per questo ricevette il Premio Nobel per la fisica nel 1921. Quando una radiazione elettromagnetica investe un materiale può, in certe condizioni, cedere energia agli elettroni più esterni degli atomi del materiale. Se l'energia ceduta è sufficiente, l'elettrone risulta libero di allontanarsi dall'atomo di origine. L'assenza dell'elettrone nell'atomo di origine viene chiamata lacuna. L'energia sufficiente per liberare l'elettrone dall'atomo di origine (per passare quindi dalla banda di valenza, che corrisponde allo stato legato più esterno, alla banda di conduzione, ove non è più legato) deve essere almeno uguale (e quindi anche maggiore) alla banda proibita del materiale.
Nella fisica dei sistemi fotovoltaici viene definita la risposta spettrale assoluta RS(λ), il rapporto tra la misura della corrente elettrica generata dalla cella fotovoltaica (misurata in A) e la potenza incidente (misurata in W). Normalmente questa misura viene fornita in termini spettrali, cioè in funzione della lunghezza d'onda (λ) della luce incidente sulla cella fotovoltaica in maniera del tutto analoga al concetto di risposta in frequenza.

### Utilizzo nelle celle fotovoltaiche
Questo fenomeno è alla base della produzione elettrica nelle celle fotovoltaiche. Il meccanismo di funzionamento si basa sull'utilizzo di materiali semiconduttori, il più utilizzato dei quali è attualmente il silicio.
Infatti, nel caso di materiali dielettrici, il band gap risulta troppo elevato per poter essere eguagliato dall'energia del fotone incidente, mentre nei materiali conduttori il band gap è assente, quindi a temperatura ambiente c'è una continua creazione e distruzione di coppie elettrone-lacuna e l'energia necessaria alla creazione viene fornita direttamente dalle fluttuazioni termiche. Quando un flusso luminoso investe invece il reticolo cristallino di un semiconduttore, si verifica la transizione in banda di conduzione di un certo numero di elettroni al quale corrisponde un egual numero di lacune che passa in banda di valenza. Si rendono pertanto disponibili portatori di carica, che possono essere sfruttati per generare una corrente. Per realizzare ciò è necessario creare un campo elettrico interno alla cella, stabilendo un eccesso di atomi caricati negativamente (anioni) in una parte del semiconduttore ed un eccesso di atomi caricati positivamente (cationi) nell'altro. Questo meccanismo si ottiene mediante drogaggio del semiconduttore che generalmente viene realizzato inserendo atomi del terzo gruppo come ad esempio il boro e del quinto gruppo (fosforo) per ottenere rispettivamente una struttura di tipo p (con un eccesso di lacune) ed una di tipo n (con un eccesso di elettroni).

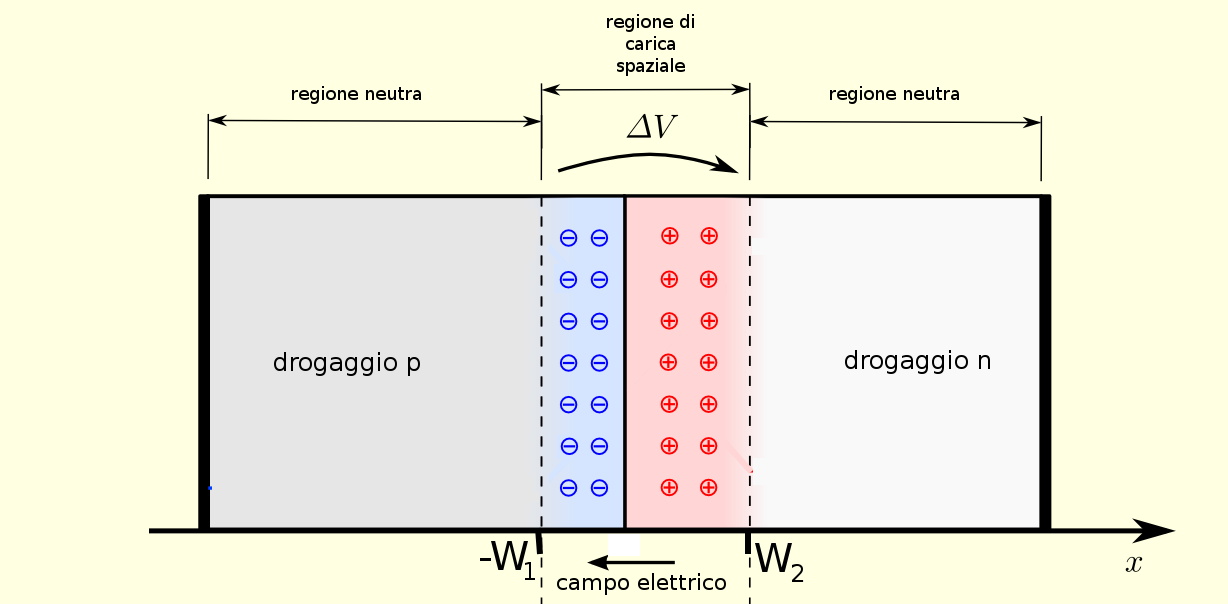
Schematizzazione della giunzione p-n in un diodo

Lo strato drogato con elementi del quinto gruppo, che hanno cinque elettroni esterni (o di valenza) contro i tre di quelli del terzo gruppo, presenta una carica negativa debolmente legata, costituita da un elettrone in eccesso per ogni atomo drogante. Nello stesso modo, nello strato drogato con elementi del terzo gruppo, che hanno invece tre elettroni esterni, si ottiene un eccesso di carica positiva, data dalle lacune degli atomi droganti. Il primo strato, a carica negativa, viene generalmente chiamato strato n, l'altro, a carica positiva, strato p, la zona di separazione è detta giunzione p-n.
Va sottolineato che il materiale risulta essere globalmente neutro, dato che il drogaggio viene realizzato con atomi neutri (non ioni), quello che cambia è l'eccesso di elettroni nei legami covalenti, da una parte, e il difetto degli stessi dall'altra. Mettendo a contatto i due materiali così ottenuti, si viene a verificare un flusso di diffusione di elettroni dalla zona n alla zona p e di lacune in direzione opposta, fino al raggiungimento dell'equilibrio elettrostatico, che determina un eccesso di carica positiva nella zona n, un eccesso di elettroni nella zona p e una regione intermedia detta regione di svuotamento (in inglese depletion region). Il risultato è un campo elettrico interno al dispositivo (tensione built-in) che si estende a cavallo della regione di svuotamento, generalmente spessa pochi micrometri.
A questo punto, se viene illuminata con fotoni la giunzione dalla parte n, vengono a crearsi delle coppie elettrone-lacuna sia nella zona n che nella zona p. Il campo elettrico built-in permette di dividere gli elettroni in eccesso (ottenuti dall'assorbimento dei fotoni da parte del materiale) dalle lacune, e spinge in direzioni opposte gli uni rispetto alle altre. Gli elettroni, una volta oltrepassata la zona di svuotamento non possono quindi più tornare indietro, perché il campo impedisce loro di invertire la marcia. Connettendo la giunzione con un conduttore esterno, si otterrà un circuito chiuso nel quale il flusso di elettroni parte dallo strato n, a potenziale maggiore, verso lo strato p, a potenziale minore sintanto che la cella resta esposta alla luce.